# Вест-Пойнт (Вісконсин)
Вест-Пойнт (англ. West Point) — місто (англ. town) в США, в окрузі Колумбія штату Вісконсин. Населення — 2028 осіб (2020).

## Демографія
Згідно з переписом 2010 року, у місті мешкало 1955 осіб у 762 домогосподарствах у складі 578 родин. Було 1196 помешкань
Расовий склад населення:
| - 97,1 % — білих - 0,4 % — корінних американців - 0,4 % — азіатів - 0,2 % — чорних або афроамериканців - 0,1 % — вихідців з тихоокеанських островів - 1,2 % — осіб інших рас |

До двох чи більше рас належало 0,8 %. Частка іспаномовних становила 1,5 % від усіх жителів.
За віковим діапазоном населення розподілялося таким чином: 23,0 % — особи молодші 18 років, 61,7 % — особи у віці 18—64 років, 15,3 % — особи у віці 65 років та старші. Медіана віку мешканця становила 45,9 року. На 100 осіб жіночої статі у місті припадало 100,1 чоловіків;  на 100 жінок у віці від 18 років та старших — 104,8 чоловіків також старших 18 років.
Середній дохід на одне домашнє господарство  становив 115 921 долар США (медіана — 86 786), а середній дохід на одну сім'ю — 129 011 долар (медіана — 105 859). Медіана доходів становила 70 000 доларів для чоловіків та 68 958 доларів для жінок. За межею бідності перебувало 2,7 % осіб, у тому числі 1,0 % дітей у віці до 18 років та 4,6 % осіб у віці 65 років та старших.
Цивільне працевлаштоване населення становило 1041 особа. Основні галузі зайнятості: освіта, охорона здоров'я та соціальна допомога — 24,9 %, науковці, спеціалісти, менеджери — 13,6 %, роздрібна торгівля — 11,1 %, будівництво — 10,3 %.